# Rhodopina alboplagiata
Rhodopina alboplagiata är en skalbaggsart som först beskrevs av Charles Joseph Gahan 1890.  Rhodopina alboplagiata ingår i släktet Rhodopina och familjen långhorningar. Inga underarter finns listade i Catalogue of Life.